# Hans Blumenberg
Hans Blumenberg, född 1920 död 1996, var en tysk filosof.
Hans Blumenberg var verksam vid universiteten i Hamburg, Giessen, Bochum, Münster. Han var medlem av Akademie der Wissenschaften und der Literatur, grundare av forskningsgruppen Poetik und Hermeneutik. Bland Blumenbergs centrala arbeten återfinns Die Legitimität der Neuzeit (1966; 1988), Arbeit am Mythos (1979), Lebenszeit und Weltzeit (1986), Höhlenausgänge (1989). Efter Blumenbergs död har stora mängder texter publicerats postumt. Blumenberg var och är en av de mest lästa filosoferna i det tyskspråkiga området.
Blumenbergs arbeten är ofta historiskt inriktade och ger uttryck för en omfattande filosofisk, teologisk och kulturteoretisk bildning. Hans återkommande referenser är exempelvis Platon, Giordano Bruno, Friedrich Nietzsche, Lichtenberg, Voltaire, Simmel, Max Weber, Fontenelle, Sigmund Freud, Goethe, Ernst Jünger. Blumenbergs arbeten har beskrivits som exempel på historisk fenomenologi, eller historisk hermeneutik. Ofta kretsar de kring människans uppfattning av sig själv och av världen och relationen mellan dessa bilder. För de stora frågorna kring livet, döden, meningen och så vidare, utvecklar människan metaforer, vilka så tas bokstavligt (inom mytologin, religionen) eller just som metaforer. Ett av Blumenbergs bidrag till filosofin består i vad han kallar "metaforologin".

Allt medan Blumenbergs tidigare arbeten antog den traditionella akademiska avhandlingens form, blev hans senare texter allt mer egensinniga till form och innehåll. Blumenberg var en stor berättare genom att framställa teman inom filosofin och teologin som berättelser. Kollegan Odo Marquard kallade Blumenbergs böcker för filosofiska "problemdeckare". Om filosofins uppgift skrev Blumenberg, att den gällde ”modet att utöva förmodandets konst” på områden där vi i sträng mening inte kan veta något säkert. Blumenberg undersökte människans lott som en empatisk betraktare. I en uppsats kallad Eftertänksamhet skriver Blumenberg 
| ” | Eftertänksamhet betyder: allt förblir inte så självklart som det var. Det är allt. | „ |